# Ocica lineata
Ocica lineata är en insektsart som först beskrevs av Ludwig Redtenbacher 1892.  Ocica lineata ingår i släktet Ocica och familjen vårtbitare. Inga underarter finns listade i Catalogue of Life.